# Dorino I. Gattilusio
Dorino I. Gattilusio (auch Dorino Gattilusio) (* um 1395; † 30. Juni 1455) war von 1428 bis 1455 Archon (Regent bzw. Herr) von Lesbos.
Er entstammte der angesehenen genuesischen Patrizierfamilie Gattilusio und war der jüngere Sohn des Archon Francesco II. Gattilusio von Lesbos, und dessen Frau, einer Prinzessin unbekannten Namens von Byzanz.
Zunächst war Dorino der Herr von Phokaia. Nachdem sein Bruder Jacopo, der Archon von Lesbos, ohne Erben 1428 verstorben war, fiel die Herrschaft Lesbos an Dorino. Vom Kaiser des zu dieser Zeit schon untergehenden Byzantinischen Reichs, Johannes VIII., ließ sich Dorino noch die Inseln Lemnos und Thasos als Herrschaft übertragen. Mit dem weiteren Vordringen der Osmanen wurde Dorino I. für seine Herrschaft dem osmanischen Sultan tributpflichtig. Nach dem Zusammenbruch von Byzanz im Jahr 1453 forderte Sultan Mehmed II. von Dorino, wie von den anderen christlichen Regenten der eroberten Länder, die Anerkennung der osmanischen Lehnsoberhoheit. Trotz des erhöhten Tributs war die Herrschaft der christlichen Gattilusio über Lesbos und ihre anderen Gebiete akut von den Osmanen bedroht. Dorino I. gelang es nicht mehr, mit dem osmanischen Sultan Mehmed II. eine Übereinkunft über die Zukunft seiner Herrschaft zu treffen. Am 30. Juni 1455 verstarb Dorino I. Gattilusio und da sein ältester Sohn Francesco bereits Herr von Thasos war, folgte ihm sein zweiter Sohn Domenico als Archon von Lesbos nach, der seinem jüngeren Bruder Niccolo zunächst als Statthalter die Regierungsgeschäfte überließ.
Dorino I. Gattilusio war mit Orietta Doria aus der genuesischen Familie der Doria verheiratet. Aus dieser Ehe gingen drei Söhne (Francesco, Domenico, Niccolo) und drei Töchter hervor. Die Töchter wurden dank der erfolgreichen Heiratspolitik der Gattilusios mit regionalen Dynastien verheiratet: Ginevra heiratete 1444 den Herzog Jacopo II. Crispo von Archipelago; Caterina wurde 1441 mit dem Kaiser Konstantinos XI. vom Byzanz vermählt; Maria wurde mit dem Prinzen Alexander Komnenos von Trapezunt verheiratet.
| Vorgänger         | Amt                         | Nachfolger          |
| ----------------- | --------------------------- | ------------------- |
| Jacopo Gattilusio | Archon von Lesbos 1428–1455 | Domenico Gattilusio |

| Personendaten    | Personendaten                               |
| ---------------- | ------------------------------------------- |
| NAME             | Gattilusio, Dorino I.                       |
| KURZBESCHREIBUNG | Archon (Regent/Herr) von Lesbos (1428–1455) |
| GEBURTSDATUM     | um 1395                                     |
| STERBEDATUM      | 30. Juni 1455                               |